# Real Love (singel Sarah Connor)
Real Love to drugi singel promujący ósmy studyjny album niemieckiej wokalistki Sarah Connor o tym samym tytule. Autorami tekstu utworu są: Alexander Geringas, Bernd Klimpel, Rike Boomgaarden, Charlie Mason, a producentem natomiast jest Alexander Geringas.
Jest to trzeci singel wydany przez artystkę, który nie uklasyfikował się w Top 20 niemieckiego zestawienia najczęściej kupowanych singli.

## Historia wydania
23 października artystka poinformowała, że drugim singlem z albumu będzie kompozycja „Real Love”. Początkowo singel miał zostać wydany 3 grudnia, jednak z nieznanych powodów premiera została przesunięta o tydzień. Pierwszy raz Sarah zaprezentowała utwór podczas koncertu w Niemczech, dwa miesiące przed oficjalną premierą albumu.

## Teledysk
Oficjalna premiera teledysku odbyła się 26 listopada na stronie myVideo.de. Akcja videoclipu rozgrywa się pod dwuistotową postacią - Sarah, grającej na fortepianie i przechadzającej się pomiędzy różnymi pomieszczeniami w domu oraz pod postacią kochającej się rodziny - dziadka wraz z wnuczką, którzy symbolizują ową „prawdziwą miłość”, o której śpiewa Connor. Teledysk utrzymany jest w ciemnej tonacji kolorystycznej. Reżyserem klipu jest Olivier Summer.

## Lista utworów
Real Love:2-Track
1. Real Love – 3:30
2. Faded – 4:16

Real Love:Download
1. Real Love (Radio Mix) – 3:30
2. Real Love – 3:07
3. Real Love (Lexland Radio Mix) – 3:09
4. Faded – 4:14

## Pozycje na listach
„Real Love” jest jak dotąd najgorzej notowanym singlem wydanym przez Connor. Na oficjalnym notowaniu singli w Niemczech zadebiutował na #54 miejscu, a tydzień później klasyfikował się na pozycji #82. W trzecim tygodniu wypadł z notowania. Jest to pierwszy singel wydany przez artystkę, który nie znalazł się w top 75 austriackiego notowania oraz drugi singel nie zajmujący żadnej pozycji na szwajcarskiej liście przebojów.
Na początku listopada singel zadebiutował na #11 pozycji notowania 'Euro 200 Bubbling Under', na którym notowane jest 100 utworów, które nie uplasowały się w top 200 Europy.
| Lista przebojów (2010)            | Najwyższa pozycja |
| --------------------------------- | ----------------- |
| Europa (Euro 200)                 | 211               |
| Niemcy (Media Control)            | 54                |
| Niemcy (Official Airplay TOP 100) | 55                |

Notowania radiowe
| Kraj   | Notowanie (2011)   | Wydawca   | Najwyższa pozycja | Data osiągnięcia pozycji szczytowej |
| ------ | ------------------ | --------- | ----------------- | ----------------------------------- |
| Niemcy | Superhit Countdown | Radio FFN | 10                | 2011-01-08                          |